# 빌라소르
빌라소르(Villasor)는 사르데냐어로 비데소리스 또는 비다 데 소리스라고 불리며, 이탈리아 사르데냐 주 수드사르데냐도에 있는 코무네(지자체)로, 칼리아리에서 북서쪽으로 약 27 킬로미터 (17 mi) 떨어져 있다. 2016년 2월 29일 기준으로 인구는 6,949명이며 면적은 86.6 제곱킬로미터 (33.4 mi2)이다.
빌라소르는 다음 지자체들과 접해 있다: 데시모마누, 데치모푸추, 모나스티르, 누라미니스, 산스페라테, 세라만나, 발레르모사, 빌라치드로.